# Парламентские выборы в Норвегии (1945)
Парламентские выборы в Норвегии проходили 8 октября 1945 года. Они стали первыми выборами в Стортинг после Второй мировой войны. Результатом стала победа Рабочей партии, которая получила 76 из 150 мест. Впервые с 1915 года какая-либо партия получила абсолютное большинство в парламенте.
Выборы были большой победой для Рабочей партии, которая получила шесть новых мест и большинство в Стортинге. Ещё одним крупным победителем стала Коммунистическая партия Норвегии, которая провела свои лучшие выборы и прошла путь от мини-партии до войны до 11 мест в парламенте. Христианская народная партия впервые баллотировалась на выборах как общенациональная партия и также получила хороший результат.
Несколько партий, участвовавших в выборах 1936 года, не вернулись: социал-демократическая Общественная партия, Национальное единение, Левая либеральная партия и Радикальная народная партия. Недолговечная «Новая Норвегия» была результатом раскола в Общественной партии. 
После этих выборов было сформировано второе правительство Эйнара Герхардсена.

## Результаты
| Партия                                | Партия                                | Голоса    | %    | Места | +/-   |
| ------------------------------------- | ------------------------------------- | --------- | ---- | ----- | ----- |
|                                       | Рабочая партия                        | 609 348   | 41,0 | 76    | +6    |
|                                       | Консервативная партия                 | 252 608   | 17,0 | 25    | -11   |
|                                       | Либеральная партия                    | 204 852   | 13,8 | 20    | -3    |
|                                       | Коммунистическая партия               | 176 535   | 11,9 | 11    | +11   |
|                                       | Фермерская партия                     | 119 362   | 8,0  | 10    | -8    |
|                                       | Христианская народная партия          | 117 813   | 7,9  | 8     | +6    |
|                                       | Новая Норвегия                        | 1 845     | 0,1  | 0     | новая |
|                                       | Прочие партии                         | 2 809     | 0,2  | 0     | -     |
|                                       | Прочие голоса                         | 53        | 0,0  | -     | -     |
| Недействительных/пустых бюллетеней    | Недействительных/пустых бюллетеней    | 12 969    | -    | -     | -     |
| Всего                                 | Всего                                 | 1 498 194 | 100  | 150   | 0     |
| Зарегистрированных избирателей / Явка | Зарегистрированных избирателей / Явка | 1 961,977 | 76 4 | -     | -     |
| Источники: Nohlen & Stöver            |                                       |           |      |       |       |